# Lista över fornlämningar i Bergs kommun
Lista över fornlämningar i Bergs kommun är en förteckning av ett urval av de fornlämningar som finns i Bergs kommun.

## Berg
| Namn      | Lämningstyp | Tillkomsttid | Historisk indelning | Plats | Läge                 | ID-nr          | Bild                                 |
| --------- | ----------- | ------------ | ------------------- | ----- | -------------------- | -------------- | ------------------------------------ |
| Berg 46:1 | Hög         |              | Berg, Jämtland      |       | 62.822372, 14.401472 | 10251900460001 | Ladda upp en bild av detta fornminne |

## Hackås
| Namn                       | Lämningstyp | Tillkomsttid | Historisk indelning | Plats | Läge                 | ID-nr          | Bild                                      |
| -------------------------- | ----------- | ------------ | ------------------- | ----- | -------------------- | -------------- | ----------------------------------------- |
| Storhögen (Hackås 10:1)    | Hög         |              | Hackås, Jämtland    |       | 62.967793, 14.486385 | 10253100100001 | Ladda upp en bild av detta fornminne      |
| Storhögen (Hackås 10:2)    | Hög         |              | Hackås, Jämtland    |       | 62.967880, 14.486091 | 10253100100002 | Ladda upp en bild av detta fornminne      |
| Ullvi hög (Hackås 11:1)    | Hög         |              | Hackås, Jämtland    |       | 62.966900, 14.486213 | 10253100110001 | Ladda upp en bild av detta fornminne      |
| Sånghusåkern (Hackås 12:1) | Hög         |              | Hackås, Jämtland    |       | 62.966883, 14.489404 | 10253100120001 | Ladda upp en till bild av detta fornminne |
| Sånghusåkern (Hackås 12:2) | Hög         |              | Hackås, Jämtland    |       | 62.966949, 14.489870 | 10253100120002 | Ladda upp en bild av detta fornminne      |
| Sånghusåkern (Hackås 12:3) | Hög         |              | Hackås, Jämtland    |       | 62.967097, 14.489394 | 10253100120003 | Ladda upp en bild av detta fornminne      |
| Hackås 15:1                | Hög         |              | Hackås, Jämtland    |       | 62.969216, 14.486096 | 10253100150001 | Ladda upp en bild av detta fornminne      |
| Hackås 16:1                | Hög         |              | Hackås, Jämtland    |       | 62.966013, 14.485961 | 10253100160001 | Ladda upp en bild av detta fornminne      |
| Hackås 19:1                | Hög         |              | Hackås, Jämtland    |       | 62.963945, 14.489770 | 10253100190001 | Ladda upp en bild av detta fornminne      |
| Hackås 20:1                | Hög         |              | Hackås, Jämtland    |       | 62.963706, 14.490317 | 10253100200001 | Ladda upp en bild av detta fornminne      |
| Hackås 23:1                | Hög         |              | Hackås, Jämtland    |       | 62.964287, 14.483929 | 10253100230001 | Ladda upp en bild av detta fornminne      |
| Hackås 24:1                | Hög         |              | Hackås, Jämtland    |       | 62.965295, 14.484218 | 10253100240001 | Ladda upp en bild av detta fornminne      |
| Hackås 37:2                | Hög         |              | Hackås, Jämtland    |       | 62.925566, 14.545503 | 10253100370002 | Ladda upp en bild av detta fornminne      |
| Hackås 37:3                | Hög         |              | Hackås, Jämtland    |       | 62.925416, 14.545560 | 10253100370003 | Ladda upp en bild av detta fornminne      |
| Hackås 38:1                | Hög         |              | Hackås, Jämtland    |       | 62.926082, 14.546477 | 10253100380001 | Ladda upp en bild av detta fornminne      |
| Hackås 39:1                | Hög         |              | Hackås, Jämtland    |       | 62.925522, 14.547789 | 10253100390001 | Ladda upp en bild av detta fornminne      |
| Hackås 42:1                | Hög         |              | Hackås, Jämtland    |       | 62.911298, 14.528933 | 10253100420001 | Ladda upp en bild av detta fornminne      |
| 2) Hopängena (Hackås 44:1) | Hög         |              | Hackås, Jämtland    |       | 62.911743, 14.531274 | 10253100440001 | Ladda upp en bild av detta fornminne      |
| Hackås 51:1                | Hög         |              | Hackås, Jämtland    |       | 62.943956, 14.491274 | 10253100510001 | Ladda upp en bild av detta fornminne      |
| Hackås 52:1                | Hög         |              | Hackås, Jämtland    |       | 62.946057, 14.489651 | 10253100520001 | Ladda upp en bild av detta fornminne      |
| Hackås 53:1                | Hög         |              | Hackås, Jämtland    |       | 62.942382, 14.486728 | 10253100530001 | Ladda upp en bild av detta fornminne      |
| Hackås 53:2                | Hög         |              | Hackås, Jämtland    |       | 62.942253, 14.486702 | 10253100530002 | Ladda upp en bild av detta fornminne      |
| Hackås 55:1                | Hög         |              | Hackås, Jämtland    |       | 62.941026, 14.494704 | 10253100550001 | Ladda upp en bild av detta fornminne      |
| Hackås 56:1                | Hög         |              | Hackås, Jämtland    |       | 62.939200, 14.490012 | 10253100560001 | Ladda upp en bild av detta fornminne      |
| Hackås 57:1                | Hög         |              | Hackås, Jämtland    |       | 62.938435, 14.492184 | 10253100570001 | Ladda upp en bild av detta fornminne      |
| Hackås 59:1                | Hög         |              | Hackås, Jämtland    |       | 62.937536, 14.493466 | 10253100590001 | Ladda upp en till bild av detta fornminne |
| Hackås 59:3                | Hög         |              | Hackås, Jämtland    |       | 62.937374, 14.492578 | 10253100590003 | Ladda upp en bild av detta fornminne      |
| Hackås 59:4                | Hög         |              | Hackås, Jämtland    |       | 62.937050, 14.491902 | 10253100590004 | Ladda upp en bild av detta fornminne      |
| Hackås 60:1                | Hög         |              | Hackås, Jämtland    |       | 62.936303, 14.492334 | 10253100600001 | Ladda upp en bild av detta fornminne      |
| Hackås 61:1                | Hög         |              | Hackås, Jämtland    |       | 62.935529, 14.493832 | 10253100610001 | Ladda upp en bild av detta fornminne      |
| Hackås 61:2                | Hög         |              | Hackås, Jämtland    |       | 62.935373, 14.493976 | 10253100610002 | Ladda upp en bild av detta fornminne      |
| Hackås 62:1                | Hög         |              | Hackås, Jämtland    |       | 62.935006, 14.495027 | 10253100620001 | Ladda upp en bild av detta fornminne      |
| Hackås 63:1                | Hög         |              | Hackås, Jämtland    |       | 62.938042, 14.498045 | 10253100630001 | Ladda upp en bild av detta fornminne      |
| Hackås 63:2                | Hög         |              | Hackås, Jämtland    |       | 62.937970, 14.498338 | 10253100630002 | Ladda upp en bild av detta fornminne      |
| Hackås 63:3                | Hög         |              | Hackås, Jämtland    |       | 62.937866, 14.498623 | 10253100630003 | Ladda upp en bild av detta fornminne      |
| Hackås 64:1                | Hög         |              | Hackås, Jämtland    |       | 62.933284, 14.499034 | 10253100640001 | Ladda upp en bild av detta fornminne      |
| Hackås 64:2                | Hög         |              | Hackås, Jämtland    |       | 62.933426, 14.498659 | 10253100640002 | Ladda upp en bild av detta fornminne      |
| Hackås 65:1                | Hög         |              | Hackås, Jämtland    |       | 62.932333, 14.494802 | 10253100650001 | Ladda upp en bild av detta fornminne      |
| Hackås 66:1                | Hög         |              | Hackås, Jämtland    |       | 62.931972, 14.496542 | 10253100660001 | Ladda upp en bild av detta fornminne      |
| Hackås 67:1                | Hög         |              | Hackås, Jämtland    |       | 62.932851, 14.501020 | 10253100670001 | Ladda upp en bild av detta fornminne      |
| Hackås 67:2                | Hög         |              | Hackås, Jämtland    |       | 62.932307, 14.500757 | 10253100670002 | Ladda upp en bild av detta fornminne      |
| Hackås 68:1                | Gravfält    |              | Hackås, Jämtland    |       | 62.932564, 14.502211 | 10253100680001 | Ladda upp en bild av detta fornminne      |
| Hackås 69:1                | Hög         |              | Hackås, Jämtland    |       | 62.933319, 14.503705 | 10253100690001 | Ladda upp en bild av detta fornminne      |
| Hackås 70:1                | Hög         |              | Hackås, Jämtland    |       | 62.928310, 14.497946 | 10253100700001 | Ladda upp en bild av detta fornminne      |
| Hackås 71:1                | Hög         |              | Hackås, Jämtland    |       | 62.926141, 14.500922 | 10253100710001 | Ladda upp en bild av detta fornminne      |
| Hackås 72:1                | Hög         |              | Hackås, Jämtland    |       | 62.928061, 14.501610 | 10253100720001 | Ladda upp en till bild av detta fornminne |
| Hackås 72:2                | Hög         |              | Hackås, Jämtland    |       | 62.928339, 14.501047 | 10253100720002 | Ladda upp en till bild av detta fornminne |
| Hackås 74:1                | Hög         |              | Hackås, Jämtland    |       | 62.928460, 14.503936 | 10253100740001 | Ladda upp en bild av detta fornminne      |
| Hackås 75:1                | Hög         |              | Hackås, Jämtland    |       | 62.925807, 14.502469 | 10253100750001 | Ladda upp en bild av detta fornminne      |
| Hackås 75:2                | Hög         |              | Hackås, Jämtland    |       | 62.925494, 14.502552 | 10253100750002 | Ladda upp en bild av detta fornminne      |
| Hackås 76:1                | Hög         |              | Hackås, Jämtland    |       | 62.924862, 14.505544 | 10253100760001 | Ladda upp en bild av detta fornminne      |
| Hackås 77:1                | Hög         |              | Hackås, Jämtland    |       | 62.925522, 14.505583 | 10253100770001 | Ladda upp en bild av detta fornminne      |
| Hackås 78:1                | Hög         |              | Hackås, Jämtland    |       | 62.926118, 14.505557 | 10253100780001 | Ladda upp en bild av detta fornminne      |
| Hackås 80:1                | Hög         |              | Hackås, Jämtland    |       | 62.925132, 14.507599 | 10253100800001 | Ladda upp en bild av detta fornminne      |
| Hackås 81:1                | Hög         |              | Hackås, Jämtland    |       | 62.924529, 14.507415 | 10253100810001 | Ladda upp en bild av detta fornminne      |
| Hackås 81:2                | Hög         |              | Hackås, Jämtland    |       | 62.924356, 14.507625 | 10253100810002 | Ladda upp en bild av detta fornminne      |
| Hackås 82:1                | Hög         |              | Hackås, Jämtland    |       | 62.929153, 14.504181 | 10253100820001 | Ladda upp en bild av detta fornminne      |
| Hackås 83:1                | Hög         |              | Hackås, Jämtland    |       | 62.929705, 14.502778 | 10253100830001 | Ladda upp en bild av detta fornminne      |
| Hackås 84:1                | Hög         |              | Hackås, Jämtland    |       | 62.936110, 14.509181 | 10253100840001 | Ladda upp en bild av detta fornminne      |
| Hackås 90:1                | Runristning |              | Hackås, Jämtland    |       | 62.921799, 14.504649 | 10253100900001 | Ladda upp en till bild av detta fornminne |
| Hackås 91:1                | Hög         |              | Hackås, Jämtland    |       | 62.923667, 14.504194 | 10253100910001 | Ladda upp en bild av detta fornminne      |
| Hackås 92:1                | Borg        |              | Hackås, Jämtland    |       | 62.922067, 14.504681 | 10253100920001 | Ladda upp en bild av detta fornminne      |
| Hackås 93:1                | Hög         |              | Hackås, Jämtland    |       | 62.919375, 14.511796 | 10253100930001 | Ladda upp en bild av detta fornminne      |
| Hackås 94:1                | Hög         |              | Hackås, Jämtland    |       | 62.922319, 14.509910 | 10253100940001 | Ladda upp en bild av detta fornminne      |
| Hackås 96:1                | Hög         |              | Hackås, Jämtland    |       | 62.918054, 14.512431 | 10253100960001 | Ladda upp en bild av detta fornminne      |
| Hackås 96:2                | Hög         |              | Hackås, Jämtland    |       | 62.917954, 14.512518 | 10253100960002 | Ladda upp en bild av detta fornminne      |
| Hackås 97:1                | Hög         |              | Hackås, Jämtland    |       | 62.912978, 14.521259 | 10253100970001 | Ladda upp en bild av detta fornminne      |
| Hackås 98:1                | Hög         |              | Hackås, Jämtland    |       | 62.913480, 14.519348 | 10253100980001 | Ladda upp en bild av detta fornminne      |
| Hackås 98:2                | Hög         |              | Hackås, Jämtland    |       | 62.913781, 14.519650 | 10253100980002 | Ladda upp en bild av detta fornminne      |
| Hackås 99:1                | Hög         |              | Hackås, Jämtland    |       | 62.911227, 14.519088 | 10253100990001 | Ladda upp en bild av detta fornminne      |
| Hackås 123:1               | Hög         |              | Hackås, Jämtland    |       | 62.919649, 14.509378 | 10253101230001 | Ladda upp en bild av detta fornminne      |
| Hackås 123:2               | Hög         |              | Hackås, Jämtland    |       | 62.919665, 14.509176 | 10253101230002 | Ladda upp en bild av detta fornminne      |

## Klövsjö
| Namn                   | Lämningstyp                      | Tillkomsttid | Historisk indelning | Plats | Läge                 | ID-nr          | Bild                                 |
| ---------------------- | -------------------------------- | ------------ | ------------------- | ----- | -------------------- | -------------- | ------------------------------------ |
| Klövsjö 32:1           | Stensättning                     |              | Klövsjö, Jämtland   |       | 62.648617, 14.058247 | 10254100320001 | Ladda upp en bild av detta fornminne |
| Klövsjö 32:2           | Stensättning                     |              | Klövsjö, Jämtland   |       | 62.648639, 14.057908 | 10254100320002 | Ladda upp en bild av detta fornminne |
| Klövsjö 32:3           | Stensättning                     |              | Klövsjö, Jämtland   |       | 62.648761, 14.057780 | 10254100320003 | Ladda upp en bild av detta fornminne |
| Röhuset (Klövsjö 69:1) | Husgrund, förhistorisk/medeltida |              | Klövsjö, Jämtland   |       | 62.466508, 14.288887 | 10254100690001 | Ladda upp en bild av detta fornminne |

## Myssjö
| Namn        | Lämningstyp             | Tillkomsttid | Historisk indelning | Plats | Läge                 | ID-nr          | Bild                                 |
| ----------- | ----------------------- | ------------ | ------------------- | ----- | -------------------- | -------------- | ------------------------------------ |
| Myssjö 4:1  | Hög                     |              | Myssjö, Jämtland    |       | 62.936243, 14.390490 | 10255100040001 | Ladda upp en bild av detta fornminne |
| Myssjö 4:2  | Hög                     |              | Myssjö, Jämtland    |       | 62.936158, 14.390569 | 10255100040002 | Ladda upp en bild av detta fornminne |
| Myssjö 9:1  | Stensättning            |              | Myssjö, Jämtland    |       | 62.930827, 14.422274 | 10255100090001 | Ladda upp en bild av detta fornminne |
| Myssjö 9:2  | Stensättning            |              | Myssjö, Jämtland    |       | 62.930689, 14.422353 | 10255100090002 | Ladda upp en bild av detta fornminne |
| Myssjö 29:1 | Stensättning            |              | Myssjö, Jämtland    |       | 62.858588, 14.430288 | 10255100290001 | Ladda upp en bild av detta fornminne |
| Myssjö 29:2 | Stensättning            |              | Myssjö, Jämtland    |       | 62.858586, 14.430297 | 10255100290002 | Ladda upp en bild av detta fornminne |
| Myssjö 30:1 | Stensättning            |              | Myssjö, Jämtland    |       | 62.859160, 14.435799 | 10255100300001 | Ladda upp en bild av detta fornminne |
| Myssjö 88:1 | Husgrund, historisk tid |              | Myssjö, Jämtland    |       | 62.909000, 14.085170 | 10255100880001 | Ladda upp en bild av detta fornminne |
| Myssjö 88:2 | Husgrund, historisk tid |              | Myssjö, Jämtland    |       | 62.909098, 14.085220 | 10255100880002 | Ladda upp en bild av detta fornminne |
| Myssjö 88:3 | Husgrund, historisk tid |              | Myssjö, Jämtland    |       | 62.908908, 14.084982 | 10255100880003 | Ladda upp en bild av detta fornminne |

## Oviken
| Namn                       | Lämningstyp             | Tillkomsttid | Historisk indelning | Plats | Läge                 | ID-nr          | Bild                                      |
| -------------------------- | ----------------------- | ------------ | ------------------- | ----- | -------------------- | -------------- | ----------------------------------------- |
| Oviken 51:1                | Stensättning            |              | Oviken, Jämtland    |       | 62.996417, 14.400027 | 10255800510001 | Ladda upp en bild av detta fornminne      |
| Oviken 52:1                | Hög                     |              | Oviken, Jämtland    |       | 62.996855, 14.397375 | 10255800520001 | Ladda upp en bild av detta fornminne      |
| Oviken 58:1                | Fästning/skans          |              | Oviken, Jämtland    |       | 62.993340, 14.393623 | 10255800580001 | Ladda upp en bild av detta fornminne      |
| Oviken 133:2               | Husgrund, historisk tid |              | Oviken, Jämtland    |       | 62.931709, 14.056334 | 10255801330002 | Ladda upp en bild av detta fornminne      |
| Oviken 133:3               | Husgrund, historisk tid |              | Oviken, Jämtland    |       | 62.931299, 14.055985 | 10255801330003 | Ladda upp en bild av detta fornminne      |
| Oviken 298:1               | Husgrund, historisk tid |              | Oviken, Jämtland    |       | 62.888343, 13.630784 | 10255802980001 | Ladda upp en bild av detta fornminne      |
| Oviken 298:2               | Husgrund, historisk tid |              | Oviken, Jämtland    |       | 62.888250, 13.630788 | 10255802980002 | Ladda upp en bild av detta fornminne      |
| Munkbodvallen (Oviken 309) | Fäbod                   |              | Oviken, Jämtland    |       | 62.960107, 14.020694 | 12000000054275 | Ladda upp en bild av detta fornminne      |
| Oviken 408                 | Hög                     |              | Oviken, Jämtland    |       | 62.997202, 14.398527 | 12000000136066 | Ladda upp en till bild av detta fornminne |

## Rätan
| Namn                       | Lämningstyp      | Tillkomsttid | Historisk indelning | Plats | Läge                 | ID-nr          | Bild                                 |
| -------------------------- | ---------------- | ------------ | ------------------- | ----- | -------------------- | -------------- | ------------------------------------ |
| Rätan 54:1                 | Stensättning     |              | Rätan, Jämtland     |       | 62.484976, 14.527612 | 10256100540001 | Ladda upp en bild av detta fornminne |
| Rätan 54:2                 | Stensättning     |              | Rätan, Jämtland     |       | 62.485151, 14.527795 | 10256100540002 | Ladda upp en bild av detta fornminne |
| Rätan 54:3                 | Stensättning     |              | Rätan, Jämtland     |       | 62.485053, 14.528026 | 10256100540003 | Ladda upp en bild av detta fornminne |
| Hedninganäset (Rätan 67:1) | Stensättning     |              | Rätan, Jämtland     |       | 62.497969, 14.487254 | 10256100670001 | Ladda upp en bild av detta fornminne |
| Rätan 69:1                 | Stensättning     |              | Rätan, Jämtland     |       | 62.499649, 14.486447 | 10256100690001 | Ladda upp en bild av detta fornminne |
| Rätan 69:2                 | Stensättning     |              | Rätan, Jämtland     |       | 62.499068, 14.486270 | 10256100690002 | Ladda upp en bild av detta fornminne |
| Rätan 92:1                 | Röse             |              | Rätan, Jämtland     |       | 62.485927, 14.706737 | 10256100920001 | Ladda upp en bild av detta fornminne |
| Rätan 93:1                 | Begravningsplats |              | Rätan, Jämtland     |       | 62.476571, 14.542747 | 10256100930001 | Ladda upp en bild av detta fornminne |
| Hundholmen (Rätan 129:1)   | Gravfält         |              | Rätan, Jämtland     |       | 62.489999, 14.709108 | 10256101290001 | Ladda upp en bild av detta fornminne |

## Storsjö
| Namn                           | Lämningstyp                      | Tillkomsttid | Historisk indelning | Plats            | Läge                 | ID-nr          | Bild                                      |
| ------------------------------ | -------------------------------- | ------------ | ------------------- | ---------------- | -------------------- | -------------- | ----------------------------------------- |
| Storsjö 8:1                    | Stensättning                     |              | Storsjö, Härjedalen |                  | 62.828986, 13.108550 | 10256300080001 | Ladda upp en bild av detta fornminne      |
| Storsjö 8:2                    | Stensättning                     |              | Storsjö, Härjedalen |                  | 62.829125, 13.109071 | 10256300080002 | Ladda upp en bild av detta fornminne      |
| Krankmårtenhögen (Storsjö 9:1) | Grav- och boplatsområde          |              | Storsjö, Härjedalen | Krankmårtenhögen | 62.789171, 13.197414 | 10256300090001 | Ladda upp en till bild av detta fornminne |
| Storsjö 11:1                   | Stensättning                     |              | Storsjö, Härjedalen |                  | 62.831668, 13.114852 | 10256300110001 | Ladda upp en bild av detta fornminne      |
| Storsjö 51:1                   | Hög                              |              | Storsjö, Härjedalen |                  | 62.822392, 12.745533 | 10256300510001 | Ladda upp en till bild av detta fornminne |
| Storsjö 51:2                   | Hög                              |              | Storsjö, Härjedalen |                  | 62.822460, 12.744827 | 10256300510002 | Ladda upp en till bild av detta fornminne |
| Storsjö 72:1                   | Hög                              |              | Storsjö, Härjedalen |                  | 62.873026, 12.712910 | 10256300720001 | Ladda upp en till bild av detta fornminne |
| Storsjö 74:1                   | Hög                              |              | Storsjö, Härjedalen |                  | 62.850816, 12.796231 | 10256300740001 | Ladda upp en till bild av detta fornminne |
| Storsjö 74:2                   | Hög                              |              | Storsjö, Härjedalen |                  | 62.850789, 12.796647 | 10256300740002 | Ladda upp en till bild av detta fornminne |
| Storsjö 75:1                   | Hög                              |              | Storsjö, Härjedalen |                  | 62.854988, 12.771495 | 10256300750001 | Ladda upp en bild av detta fornminne      |
| Storsjö 75:2                   | Hög                              |              | Storsjö, Härjedalen |                  | 62.855082, 12.771647 | 10256300750002 | Ladda upp en bild av detta fornminne      |
| Storsjö 77:1                   | Gravfält                         |              | Storsjö, Härjedalen |                  | 62.849768, 12.811416 | 10256300770001 | Ladda upp en bild av detta fornminne      |
| Storsjö 92:1                   | Hög                              |              | Storsjö, Härjedalen |                  | 62.851426, 12.799147 | 10256300920001 | Ladda upp en bild av detta fornminne      |
| Storsjö 148:1                  | Husgrund, förhistorisk/medeltida |              | Storsjö, Härjedalen |                  | 62.969032, 12.765653 | 10256301480001 | Ladda upp en bild av detta fornminne      |
| Storsjö 278:1                  | Husgrund, historisk tid          |              | Storsjö, Härjedalen |                  | 62.878114, 12.348697 | 10256302780001 | Ladda upp en bild av detta fornminne      |